# Gold (cântec)
„Gold” este un cântec al cantautoarei galeze Marina Diamandis profesional cunoscuta sub numele de Marina and the Diamonds, de pe al treilea album de studio Froot. A fost lansat ca un single promotional al albumului pe data de 4 aprilie 2015. Cantecul a fost deja lansat înainte, dar a fost lansat ca "Froot of the Month" mai târziu
Diamandis a scris "Gold" într-un hotel rural în Magdeburg, Germania, în timp ce pe o zi liberă de la turneul cu Coldplay. Cântecul a fost scris din frustrare.